# 프레더릭 밴팅
프레더릭 그랜트 밴팅 경(Sir Frederick Grant Banting, KBE, FRS, 1891년 11월 14일 ~ 1941년 2월 21일)은 캐나다의 가장 대표적인 의학자이자 의사 중 한 사람이다. 당뇨병에 특효약인 인슐린을 발견한 공로로 존 제임스 리카드 매클라우드와 함께 1923년 노벨 생리학·의학상을 받았다.
밴팅은 캐나다 온타리오주의 앨리스턴(Alliston)에서 태어나 토론토 대학교에서 의학을 공부했다. 1916년에 대학을 졸업한 그는 제1차 세계 대전에 참전해, 캐나다 육군 의료 부대(Canadian Army Medical Corps)에 있었다. 전쟁 후 캐나다로 돌아 온 그는 정형외학 공부를 끝내고 세계적으로 유명한 캐나다 토론토의 아픈 아이들을 위한 병원(Hospital for Sick Children)에서 일했다. 그 후 밴팅은 온타리오 주의 런던에서 그 만의 개인 실험을 시작했다. 몇 년에 걸친 실험에 만족하지 못한 밴팅은 토론토로 이사하여, 1921년 5월 17일, 토론토 대학교 의학과의 연구단원으로 들어갔다.
1921년에 밴팅은 그의 제자 찰스 베스트(Charles Best), 동료 제임스 콜립(James Collip)과 함께 그들의 지도교수, 존 제임스 리카드 매클라우드의 지휘 아래, 당뇨병에 대한 조사를 시작했다. 그 둘은 많은 대규모의 실험들을 통해 마침내 인슐린《췌장 호르몬;당뇨병의 특효약》을 발견했다. 1922년 밴팅은 그의 인슐린을, 당뇨로 죽음이 눈 앞에 가까웠던 14살 소년 레오나드 톰슨(Leonard Thompson)에게 실험하였는데, 몇 주 만에 레오나드가 정상으로 건강을 회복하게 되었다. 그 후 인슐린으로 많은 환자를 돕고 싶었던 밴팅은 단돈 1달러 50센트에 인슐린을 그의 대학에 팔기도 했다.
1923년도부터 1929까지 밴팅은 밴팅과 베스트 의학 연구 부서(Banting and Best Department of Medical Research)의 학장으로 지냈고 그곳에서 그는 암, 규폐증, 그리고 납 중독에 관한 연구를 계속했다. 밴팅의 끊임없는 연구와 실험은 1923년 마침내 그가 노벨 생리학·의학상을 수상하면서 인정받게 되었다.
그는 그의 동료 찰스 베스트가 그처럼 공로를 인정받지 못한 것에 마음이 상하여, 노벨상 상금을 그와 함께 나누었다. 1934년, 밴팅은 조지 5세로부터 대영 제국 훈장 2등급(KBE, 작위급 훈장)을 받았다. 이후 1941년 제2차 세계 대전에 지원 출정하였다가 비행기 사고로 죽었다.
2004년 밴팅은 캐나다 방송(CBC)이 캐나다 국민을 대상으로 한 설문조사, "역대 위대한 캐나다 인물"(The Greatest Canadian)에서 4위에 올랐다.